# Středoevropská knihovna
Středoevropská knihovna je malá edice románů středoevropských autorů 20. století brněnského nakladatelství Host. V edici zatím vyšly jen tři knihy.

## Seznam knih
1. Stefan Chwin: Hanemann, 2005, ISBN 80-7294-159-3
2. Pavel Vilikovský: Poslední kůň Pompejí, 2005, ISBN 80-7294-158-5
3. András Pályi: Příchody, 2005, ISBN 80-7294-160-7